# Weitersburg
Weitersburg là một đô thị thuộc huyện Mayen-Koblenz bang Rheinland-Pfalz, phía tây nước Đức. Đô thị Weitersburg có diện tích 6,62 km², dân số thời điểm ngày 31 tháng 12 năm 2006 là 2188 người.